# Pelayo Correa
Pelayo Correa (Sonsón, Antioquia; 3 de julio de 1927) es un patólogo colombiano.

## Biografía
Patólogo educado en la Facultad de Medicina de la Universidad de Antioquia en Medellín, Colombia, y posteriormente empleado en la Facultad de Medicina de la Universidad del Valle en Cali, Colombia, donde colaboró con el epidemiólogo William Haenszel del Instituto Nacional del Cáncer de EE. UU., Investigando las causas ambientales del cáncer. en Colombia. Tenía un interés particular en la etiología del cáncer gástrico. El Dr. Correa nació en Sonson, Colombia, el 3 de julio de 1927. A lo largo de su vida, Correa ha realizado muchos trabajos a lo largo de los años. Comenzó como parte de la facultad de la Facultad de Medicina de la Universidad del Valle en Cali en 1954 hasta 1970. Se convirtió en científico visitante durante un par de años en la Rama de Biometría del Instituto Nacional del Cáncer de EE. UU., Donde continuó trabajando con William Haenszel, y luego se convirtió en profesor de patología a tiempo completo en el Centro Médico de Louisiana en Nueva Orleans. Pudo alcanzar el rango de profesor de Boyd, el rango académico más alto entre el personal de LSU ".
Continuó trabajando allí hasta que el huracán Katrina destruyó el Hospital de Caridad en Nueva Orleans y se perdió la colección de especímenes patológicos de toda su vida. “Reconocido por su experiencia en gastroenterología, recibió un premio de la Asociación Americana de Gastroenterología (AGA) por sus contribuciones individuales a la investigación en este campo de la ciencia”. También sirvió en la Organización Mundial de la Salud durante varios años por su investigación sobre la bacteria Helicobacter pylori, que luego fue clasificada como carcinógena de clase 1.
Luego de la destrucción del Charity Hospital en Nueva Orleans, Correa obtuvo un nuevo puesto como profesor de patología en la Universidad de Vanderbilt luego de convertirse en miembro de tiempo completo. “Terminó fundando el registro de cáncer en Cali, Colombia. También fue el líder en el desarrollo del registro de cáncer SEER Louisiana ”(Fontham, 2010). A lo largo de su vida, ha publicado más de 550 artículos y capítulos de libros y se ha ganado el título de Investigador Principal del proyecto del programa del NCI sobre la etiología del cáncer gástrico. Según el Dr. Peek, “Dr. Las contribuciones de Correa al campo de la carcinogénesis gástrica son proteicas, ya que fue el primer investigador en definir estadios histológicos en la progresión canónica al adenocarcinoma gástrico de tipo intestinal, años antes del descubrimiento de H. pylori ”.